# Mattia Pinazzi
Mattia Pinazzi (Colorno, 4 aprile 2001) è un pistard e ciclista su strada italiano che corre per il team VF Group-Bardiani CSF-Faizanè. Su pista nel 2022 è stato campione europeo Under-23 di inseguimento a squadre.

## Palmarès

### Pista
- 2021

Campionati italiani, Scratch
- 2022

Campionati italiani, Americana (con Davide Plebani)
Sei Sere di Pordenone, Scratch
Campionati europei, Inseguimento a squadre Under-23 (con Davide Boscaro, Manlio Moro e Niccolò Galli)

### Strada
- 2018 (Juniores)[1]

Coppa Caduti di San Lorenzo
Trofeo Carlo Mazzola
- 2019 (Juniores)[2]

Novara-Suno
Gran Premio Officina Pellegrini
Trofeo Salsi Stefano
Trofeo Raffaele Marcoli]
Trofeo Danilo Fusaro
- 2021 (Biesse Arvedi, due vittorie)

Targa Libero Ferrario
Gran Premio Città di Saronno
- 2022 (Arvedi Cycling, due vittorie)

Gran Premio Misano 100
Vicenza-Bionde
- 2023 (Arvedi Cycling, tre vittorie)

Trofeo Città di Nonantola
Vicenza-Bionde
Circuito del Porto-Trofeo Internazionale Arvedi
- 2024 (VF Group-Bardiani CSF-Faizanè, una vittoria)

1ª tappa Istrian Spring Trophy (Parenzo > Fontane)

## Piazzamenti

### Competizioni mondiali
- Campionati del mondo su pista

Aigle 2018 - Velocità Junior: 39º
Aigle 2018 - Americana Junior: 8º
Francoforte sull'Oder 2019 - Inseguimento a squadre Junior: 5º
Francoforte sull'Oder 2019 - Americana Junior: 9º
Saint-Quentin-en-Yvelines 2022 - Scratch: 11º

### Competizioni continentali
- Campionati europei su pista

Aigle 2018 - Americana Junior: 6º
Gand 2019 - Inseguimento a squadre Junior: 5º
Gand 2019 - Americana Junior: 4º
Fiorenzuola d'Arda 2020 - Velocità a squadre Under-23: 6º
Fiorenzuola d'Arda 2020 - Velocità Under-23: 12º
Fiorenzuola d'Arda 2020 - Americana Under-23: 6º
Apeldoorn 2021 - Corsa a punti Under-23: 3º
Apeldoorn 2021 - Americana Under-23: 7º
Grenchen 2021 - Chilometro a cronometro: 13º
Grenchen 2021 - Scratch: 14º
Anadia 2022 - Scratch Under-23: 4º
Anadia 2022 - Inseguimento a squadre Under-23: vincitore
Anadia 2022 - Americana Under-23: 5º
Monaco di Baviera 2022 - Scratch: 4º
Grenchen 2023 - Scratch: 13º
Anadia 2023 - Inseguimento a squadre Under-23: 2º
Anadia 2023 - Americana Under-23: 7º
Anadia 2023 - Omnium Under-23: 6º